# Canal Mauco
El canal Mauco es un curso artificial de agua construido en 1915 que nace en una bocatoma de la ribera norte del río Aconcagua en la Región de Valparaíso y con su trayecto de 83 kilómetros lleva aguas de riego para 5500 hectáreas a las comunas de La Cruz, Quillota y Quintero favoreciendo el cultivo de frutales, principalmente en cítricos y paltos, hortalizas, forraje y crianza de vacunos.
El canal se fluye en dirección sur a norte y llega hasta la localidad de Valle Alegre.: 2–77 
En junio de 2023 se suspendieron las obras de entubamiento del canal por una sentencia judicial que obliga primero obtener una autorización del Sistema de Evaluación Ambiental “por medio de un Estudio de Impacto Ambiental". Según los vecinos el canal constituye una defensa natural ante inundaciones.